# 2Me
《We Online OST Part.2》는 카라의 네 번째 디지털 싱글이다.

## 배경과 뮤직비디오
- 1번째 트랙 〈2Me>는 《위 온라인》의 O.S.T.이다.
- 2010년 8월 25일 티저영상을 공개하고, 2010년 8월 31일 뮤직비디오와 음원을 공개하였다.
- 이 노래는 카라의 네 번째 디지털 싱글이다.

## 트랙 리스트
| #  | 제목              | 작사   | 작곡   | 재생 시간 |
| -- | ----------------- | ------ | ------ | --------- |
| 1. | 〈2Me〉           | 주영훈 | 주영훈 | 3:28      |
| 2. | 〈2Me (MV Ver.)〉 | 주영훈 | 주영훈 | 3:28      |
| 3. | 〈2Me (Inst.)〉   | 주영훈 | 주영훈 | 3:28      |